# Olympische Sommerspiele 2012/Boxen – Halbweltergewicht (Männer)
Der Boxwettbewerb im Halbweltergewicht der Männer (bis 64 kg) bei den Olympischen Spielen 2012 in London wurde vom 31. Juli bis zum 11. August 2012 im Exhibition Centre London ausgetragen. 28 Boxer nahmen teil.
Der Wettbewerb wurde im K.-o.-System ausgetragen. Begonnen wurde mit der 1. Runde, die 32 Startplätze umfasste. Da sich nur 28 Boxer qualifizierten, wurden vier Athleten Freilose zugelost. Die Gewinner kamen ins Achtelfinale, Viertelfinale und Halbfinale. Die Gewinner der Halbfinals kämpften um die Goldmedaille, beide Verlierer erhielten die Bronzemedaille.

## Titelträger
| Olympiasieger | Félix Díaz ( Dominikanische Republik) | Peking 2008 |
| Weltmeister   | Éverton Lopes ( Brasilien)            | Baku 2011   |

## 1. Runde
31. Juli 2012
| Boxer 1          | Ergebnis | Boxer 2         |
| ---------------- | -------- | --------------- |
| É. Lopes         | Freilos  |                 |
| R. Iglesias      | 20 - 9   | C. Villarraga   |
| A. Rojas         | 10 - 16  | U. Rahmonov     |
| S. Ambomo        | 10 - 19  | Y. Şener        |
| J. Herring       | 9 - 19   | D. Jeleussinow  |
| J. Alonso        | 12 - 16  | M. Tolouti      |
| G. Káté          | 16 - 10  | E. El-Gendy     |
| V. Mangiacapre   | Freilos  |                 |
| T. Stalker       | Freilos  |                 |
| S. Hudaýberdiýew | 7 - 13   | M. Kumar        |
| A. Aatkani       | 10 - 16  | R. Colin        |
| Z. Chládek       | 12 - 20  | U. Mönch-Erdene |
| J. Horn          | 19 - 5   | G. Choombe      |
| A. Houya         | 19 - 16  | H. Hejlaliyev   |
| A. Yigit         | 13 - 9   | F. Vargas       |
| D. Berintschyk   | Freilos  |                 |

## Achtelfinale
4. August 2012
| Boxer 1        | Ergebnis | Boxer 2         |
| -------------- | -------- | --------------- |
| É. Lopes       | 15 - 18  | R. Iglesias     |
| U. Rahmonov    | 16 - 8   | Y. Şener        |
| D. Jeleussinow | 19 - 10  | M. Tolouti      |
| G. Káté        | 14 - 20  | V. Mangiacapre  |
| T. Stalker     | 20 - 16  | M. Kumar        |
| R. Colin       | 12 - 15  | U. Mönch-Erdene |
| J. Horn        | 17 - 11  | A. Houya        |
| A. Yigit       | 23 - 24  | D. Berintschyk  |

## Viertelfinale
8. August 2012
| Boxer 1        | Ergebnis | Boxer 2         |
| -------------- | -------- | --------------- |
| R. Iglesias    | 21 - 15  | U. Rahmonov     |
| D. Jeleussinow | 12 - 16  | V. Mangiacapre  |
| T. Stalker     | 22 - 23  | U. Mönch-Erdene |
| J. Horn        | 13 - 21  | D. Berintschyk  |

## Halbfinale
10. August 2012
| Boxer 1         | Ergebnis | Boxer 2        |
| --------------- | -------- | -------------- |
| R. Iglesias     | 15 - 8   | V. Mangiacapre |
| U. Mönch-Erdene | 21 - 29  | D. Berintschyk |

## Finale
11. August 2012, 22:15 Uhr (MESZ)
| Boxer 1     | Ergebnis | Boxer 2        |
| ----------- | -------- | -------------- |
| R. Iglesias | 22 - 15  | D. Berintschyk |

## Medaillen
Denys Berintschyk aus der Ukraine und Urantschimegiin Mönch-Erdene aus der Mongolei sind die ersten Medaillengewinner ihrer Länder in dieser Gewichtsklasse.
| Platz | Name                         | Nation   |
| ----- | ---------------------------- | -------- |
| 01    | Roniel Iglesias              | Kuba     |
| 02    | Denys Berintschyk            | Ukraine  |
| 03    | Urantschimegiin Mönch-Erdene | Mongolei |
| 03    | Vincenzo Mangiacapre         | Italien  |